# Studio A-Cat
Studio A-Cat Inc. (株式会社studio A-CAT Kabushiki-gaisha Sutajio A-katto?) es una empresa japonesa que se dedica a la producción de anime y actúa también como agencia de talentos. Es miembro de la Asociación de Empresas de Actores de Voz de Japón.

## Historia
La empresa fue fundada en septiembre de 1996. En julio de 2011, estableció el Departamento de Talento Artístico, comenzando a operar también como una agencia de talentos, gestionando la carrera de actores de voz y artistas.
Actualmente, cuenta con su sede principal en Tokio, ubicada en la ciudad de Tachikawa, y además posee un estudio en Hakata, en el distrito de Hakata de la ciudad de Fukuoka. Anteriormente, tenía un estudio en Kōenji, pero fue cerrado debido a un traslado.

## Trabajos

### Series de televisión
| Año  | Título                                                     | Director(es)               | Fecha de primera transmisión | Fecha de última transmisión | Eps. | Notas | Refs.                |
| ---- | ---------------------------------------------------------- | -------------------------- | ---------------------------- | --------------------------- | ---- | --- | -------------------- |
| 2017 | Frame Arms Girl                                            | Keiichiro Kawaguchi        | 3 de abril de 2017           | 19 de junio de 2017         | 12   | Basada en una línea de maquetas de Kotobukiya. Coproducción junto a Zexcs .                                                          | [ 3 ]                |
| 2017 | Taisho Mebiusline Chicchaisan                              | Shū Watanabe               | 6 de octubre de 2017         | 22 de diciembre de 2017     | 12   | Adaptación de la novela visual desarrollada por HolicWorks.                                                                          | [ 4 ]                |
| 2018 | Pastel Life                                                | Tommy Hino                 | 16 de mayo de 2018           | 21 de junio de 2018         | 6    | Spin-off de BanG Dream! | [ 5 ]                |
| 2019 | Over Drive Girl 1/6                                        | Keitarō Motonaga           | 6 de abril de 2019           | 22 de junio de 2019         | 12   | Adaptación del manga escrito e ilustrado por Öyster.                                                                                 | [ 6 ]                |
| 2020 | Tamayomi                                                   | Toshinori Fukushima        | 1 de abril de 2020           | 17 de junio de 2020         | 12   | Adaptación del manga escrito e ilustrado por Mountain Pukuichi.                                                                      | [ 7 ]                |
| 2021 | LBX Girls                                                  | Keitarō Motonaga           | 7 de enero de 2021           | 25 de marzo de 2021         | 12   | Escisión de Little Battlers Experience.                                                                                              | [ 8 ] [ 9 ]          |
| 2021 | Getter Robo Arc                                            | Jun Kawagoe                | 4 de julio de 2021           | 26 de septiembre de 2021    | 12   | Adaptación del manga escrito e ilustrado por Ken Ishikawa. Coproducción junto a Bee Media.                                           | [ 10 ]               |
| 2021 | Deatte 5-byou de Battle                                    | Meigo Naitō Nobuyoshi Arai | 12 de julio de 2021          | 27 de septiembre de 2021    | 12   | Adaptación del manga escrito por Saizō Harawata e ilustrado por Kashiwa Miyako. Coproducción junto a SynergySP y Vega Entertainment. | [ 11 ]               |
| 2022 | Kenja no Deshi o Nanoru Kenja                              | Keitarō Motonaga           | 11 de enero de 2022          | 30 de marzo de 2022         | 12   | Adaptación de las novelas ligeras escritas por Hirotsugu Ryusen e ilustradas por Fuzichoco.                                          | [ 12 ] [ 11 ] [ 13 ] |
| 2022 | Nōmin Kanren no Skill Bakka Agetetara Nazeka Tsuyoku Natta | Norihiko Nagahama          | 1 de octubre de 2022         | 17 de diciembre de 2022     | 12   | Adaptación de las novelas ligeras escritas por Shobonnu e ilustradas por Sogawa.                                                     | [ 14 ]               |
| 2024 | Highspeed Etoile                                           | Keitarō Motonaga           | 6 de abril de 2024           | 22 de junio de 2024         | 12   | Anime original. | [ 15 ]               |
| 2024 | Maō-gun Saikyō no Majutsushi wa Ningen Datta               | Norihiko Nagahama          | 3 de julio de 2024           | 11 de septiembre de 2024    | 12   | Adaptación de las novelas ligeras escritas por Ryousuke Hata e ilustradas por Kuma.                                                  | [ 16 ] [ 17 ] [ 18 ] |
| 2025 | The Beginning After the End                                | Keitarō Motonaga           | 2 de abril de 2025           | 18 de junio de 2025         | 12   | Adaptación de la novela escrita por TurtleMe e ilustrada por Fuyuki23.                                                               | [ 19 ] [ 20 ] [ 21 ] |
| 2025 | Mushoku no Eiyū: Betsu ni Skill Nanka Iranakattan da ga    | Kaoru Yabana               | Octubre de 2025              | —                           | —    | Adaptación de las novelas ligeras escritas por Shichio Kuzu e ilustradas por Yumehito Ueda.                                          | [ 22 ] [ 23 ]        |

### Películas
| Año  | Título                                       | Director(es)        | Fecha de lanzamiento | Duración | Notas                                                        | Refs.  |
| ---- | -------------------------------------------- | ------------------- | -------------------- | -------- | ------------------------------------------------------------ | ------ |
| 2019 | Frame Arms Girl: Kyakkyau Fufu na Wonderland | Keiichiro Kawaguchi | 29 de junio de 2019  | 82m      | Recopilación de Frame Arms Girl. Coproducción junto a Zexcs. | [ 24 ] |

### OVAs
| Año  | Título               | Director(es) | Fecha de primera transmisión | Fecha de última transmisión | Eps. | Notas                                                 | Refs.  |
| ---- | -------------------- | ------------ | ---------------------------- | --------------------------- | ---- | ----------------------------------------------------- | ------ |
| 2014 | Chō Jikū Robo Meguru | Keiji Gotō   | Noviembre de 2014            | Noviembre de 2014           | 1    | Historia original. Coproducción junto a Brain's Base. | [ 25 ] |